# MVP Baseball (videojuego)
MVP

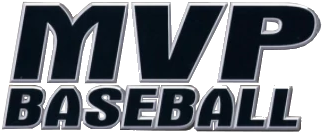
Logo de la serie de Videojuegos MVP

MVP Baseball es un videojuego de béisbol basado en las grandes ligas estadounidenses producido por la compañía de software Electronic Arts. Es la continuación de la saga descontinuada Triple Play. A diferencia de este, MVP Baseball es programado por la propia Electronic Arts en sus estudios de Canadá. Sólo salió editado en Estados Unidos. 

## Características
En la edición 2004 aparece la nueva modalidad de juego: Dinastía. En esta modalidad el usuario funciona como director de la organización compuesta por 3 equipos: MLB, AAA, AA y A. Jugando con esta organización, luego de terminada la primera temporada, se pasa a la temporada de entrenamiento de primavera, momento en el cual se vencen los contratos de los jugadores, otros se retiran, los distintos equipos realizan intercambios, etc.
Al terminar este entrenamiento de primavera, los integrantes de todos los equipos cambian cuantitativamente sus características, manteniendo la regla de: "los viejos bajan y los nuevos suben", viejo refrán del béisbol. Este aporte garantizó que los usuarios del juego se identificaran mucho con los distintos integrantes de su equipo y se mantuvieran jugando durante varias temporadas consecutivas, a la caza de nuevos talentos y observando a las estrellas retirarse.
No obstante, este gran aporte tenía inconvenientes, el modo de generar nuevos jugadores usado por el juego hacía que a los pocos años perdieran calidad las temporadas. Esto se debía fundamentalmente a la ausencia de jugadores estrellas (los mejores jugadores de la liga son mediocres con el paso del tiempo).
La edición 2005 resultó en una mejora global a estas deficiencias, añadiendo parámetros internos a los jugadores que no existían antes, como por ejemplo un medidor de "futuro en el béisbol". Esto perfeccionó el estilo de cambio entre temporada y temporada y temporada, ajustándolo incluso al rendimiento en el entrenamiento de primavera para cada jugador.

## Modificación de los Latinoamericanos
En 2007 un grupo de aficionados de Latinoamérica principalmente de Venezuela, México y República Dominicana crearon MVP Caribe usando como base la última versión de MVP Baseball para PC que fue en el 2005. Esta modificación incluye las ligas de béisbol de la Confederación del Caribe (México, Venezuela, Dominicana y Puerto Rico). El Equipo MVP Caribe ha lanzado trece versiones del juego (2007-2019). El juego se puede descargar en el sitio web oficial que es www.mvp2kcaribe.com

## Modificación de los cubanos
En el año 2008 cinco jóvenes cubanos se reunieron para crear el MVP Cuba usando como base la última versión del MVP Baseball para PC que fue la del año 2005. Esta modificación contiene los equipos de la Serie Nacional de Béisbol. Luego de dos años de trabajo y de haber publicado las versiones del 2008 y 2009 el grupo se desintegra, quedando un vacío en toda la fanaticada que en tan poco tiempo se ganó el juego.
En el año 2011 el proyecto fue retomado por marcpv89, que formaba parte del grupo de desarrollo anterior, publicando la versión MVP Cuba 2011.

## Juegos de la saga
- MVP Baseball 2003- PlayStation 2, PC-Windows, Xbox(2003)
- MVP Baseball 2004- GameCube, PlayStation 2, PC-Windows, Xbox (2004)
- MVP Baseball 2005- GameCube, PlayStation 2, PC-Windowsxp, Xbox (2005)

- Datos: Q852155